# Arthur Covey

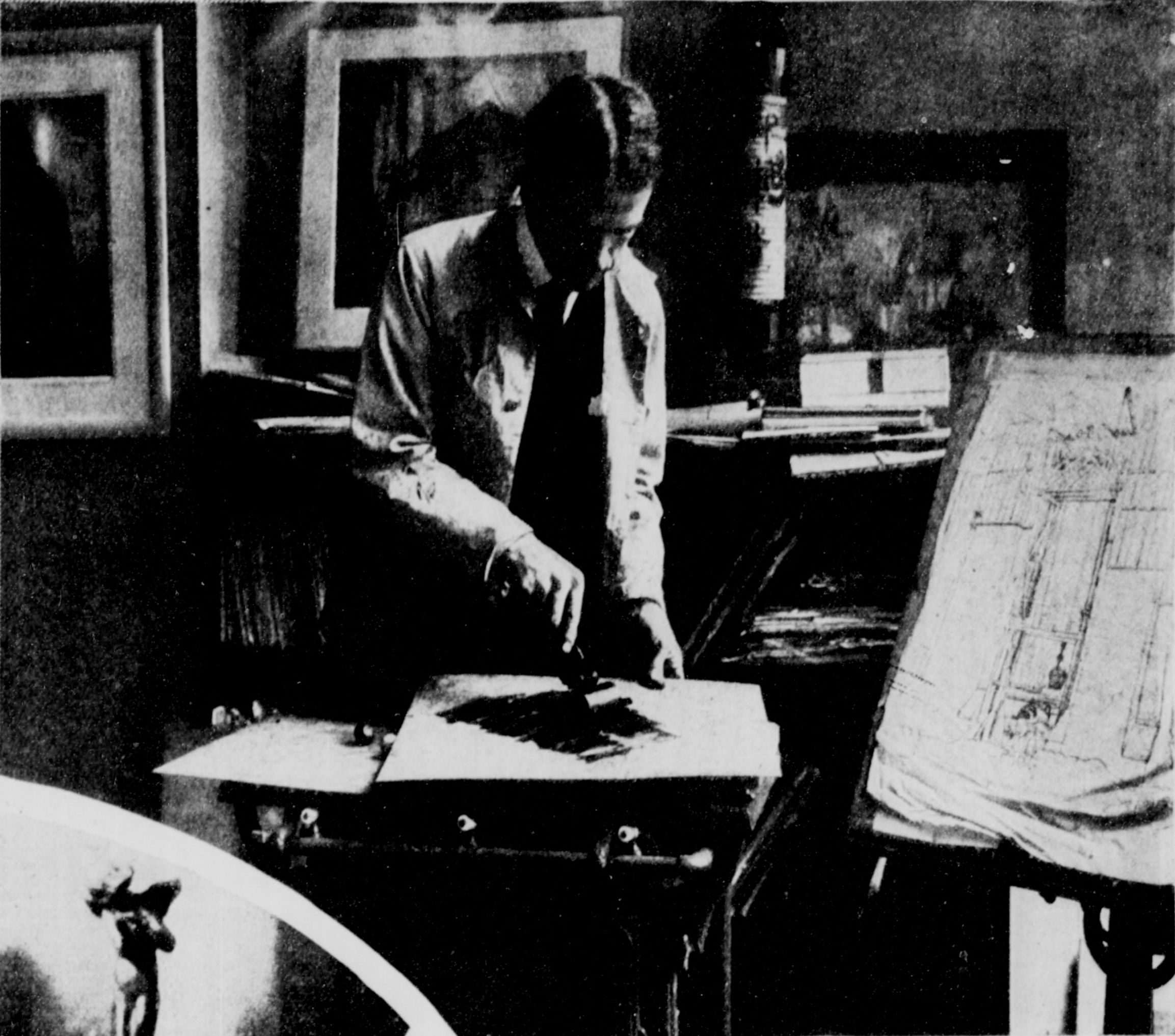
Arthur Covey, New York Tribune, 14. Januar 1917

Arthur Sinclair Covey (* 13. Juni 1877 in Leroy, Illinois; † 5. Februar 1960 in Tarpon Springs, Florida) war ein US-amerikanischer Maler und Wandmaler, der für seine Darstellungen von Industriearbeitern bei der Ausübung ihrer Arbeit bekannt ist.

## Leben
Arthur Covey wurde als Sohn von Byron und Emeline Edwards Covey geboren. Seine Kindheit verbrachte er in verschiedenen Kleinstädten in Missouri und Kansas. Als Jugendlicher lebte er im Oklahoma-Territorium, nachdem sein Vater und sein älterer Bruder 1893 in den Cherokee Strip geflohen waren. In den Jahren 1895–96 besuchte er das Southwestern College in Winfield, Kansas, wo er seinen ersten Kunstunterricht bei Edith Dunlevy erhielt. Sie war es auch, die ihn ermutigte, an das Art Institute of Chicago zu wechseln, wo er von 1897 bis 1899 bei John H. Vanderpoel, Frederick Freer und Frank Duveneck studierte. In den folgenden zwei Jahren arbeitete er als fest angestellter Künstler und Kunstredakteur zunächst für die Indianapolis (Indiana) Press und dann für den Cleveland (Ohio) Plain Dealer. 1902 kehrte er für ein weiteres Studienjahr nach Chicago zurück, bevor er ins Ausland ging. Bis 1904 studierte er bei dem Amerikaner Carl von Marr an der Königlichen Akademie in München. In den Jahren 1905–1908 war Arthur Covey in London und assistierte dem englischen Maler Frank Brangwyn bei dessen Wandmalereien.

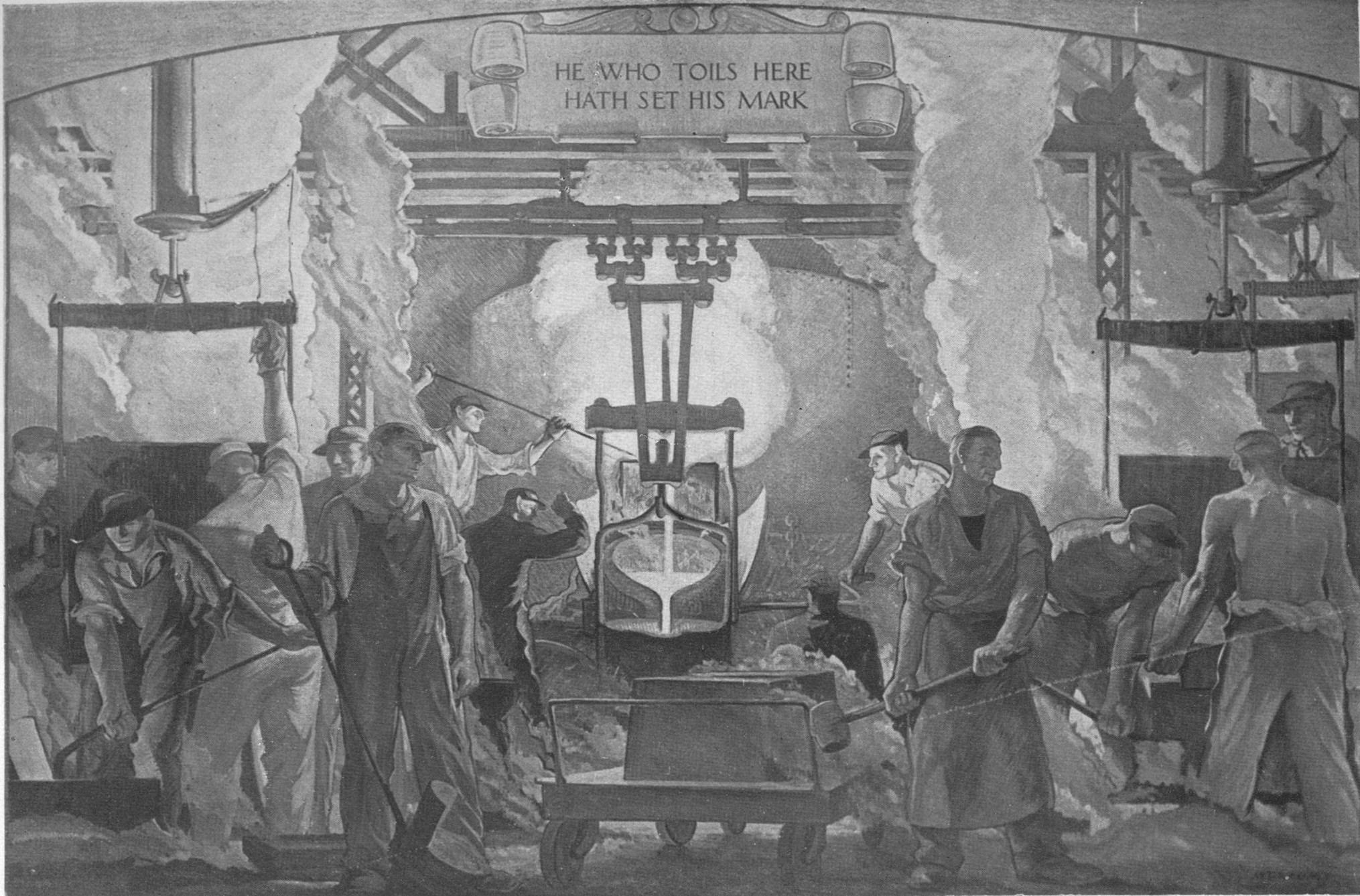
Wandmalerei Tapping a Cupola am Hauptsitz der Kohler Company von Arthur Covey

Nach seiner Rückkehr nach New York 1908 arbeitete Arthur Covey als Illustrator für Zeitschriften. Erst 1913 kam Covey wieder mit seiner späteren Spezialität, der Wandmalerei, in Berührung, als er Robert Reid bei der Anfertigung von acht Tafeln für die Panamakanal-Ausstellung 1915 in San Francisco assistierte. Seine ersten unabhängigen Arbeiten als Wandmaler waren für Kaufhäuser: Romance of Trade in achtzehn Tafeln für Lord and Taylor’s, New York, 1916–1917; und Ten Centuries of Men’s and Women’s Costumes, ein 122 Meter langer Fries für Filene’s, Boston, Massachusetts, 1919–1920.
Coveys erster Auftrag für ein industrielles Wandbild, mit dem er am häufigsten in Verbindung gebracht wird, kam 1921 von der Kohler Company, Wisconsin. Aufträge für Wandmalereien von Libby Glass, Willy Overland, Singer Sewing Machine, Squibb Corporation und anderen beschäftigten ihn während eines Großteils der 1920er und 1930er Jahre. Im Jahr 1939 gestaltete Covey die Außendekoration aus durchbrochenem Messing und Rotholz für das Contemporary Arts Building auf der New Yorker Weltausstellung und die Kuppeldekoration für das Land Plane Building des La Guardia Flughafens in New York. In den Jahren 1935 und 1937 schuf er Wandgemälde für die Postämter in Bridgeport und Torrington, Connecticut, und 1940 für das Bundesgericht und das Postamt in Anderson, South Carolina. Coveys letzter großer Auftrag für ein Wandgemälde war die Decke der Trinity Lutheran Church in Worcester, Massachusetts.
Arthur Covey lebte in New York und besaß ein Sommerhaus in Harwinton, Connecticut. Von 1926 bis 1929 war er Präsident der National Society of Mural Painters, von 1930 bis 1944 Mitglied des Lehrkörpers der Academy School und von 1936 bis 1937 Mitglied des Council. Seit 1945 verbrachte er die Winter in Florida. 1960 stiftete Coveys zweite Frau, Lois Lensky, eine Kinderbuchautorin und -illustratorin, dem Southwestern College eine Sammlung seiner Werke zu Ehren von Edith Dunlevy.

## Werk

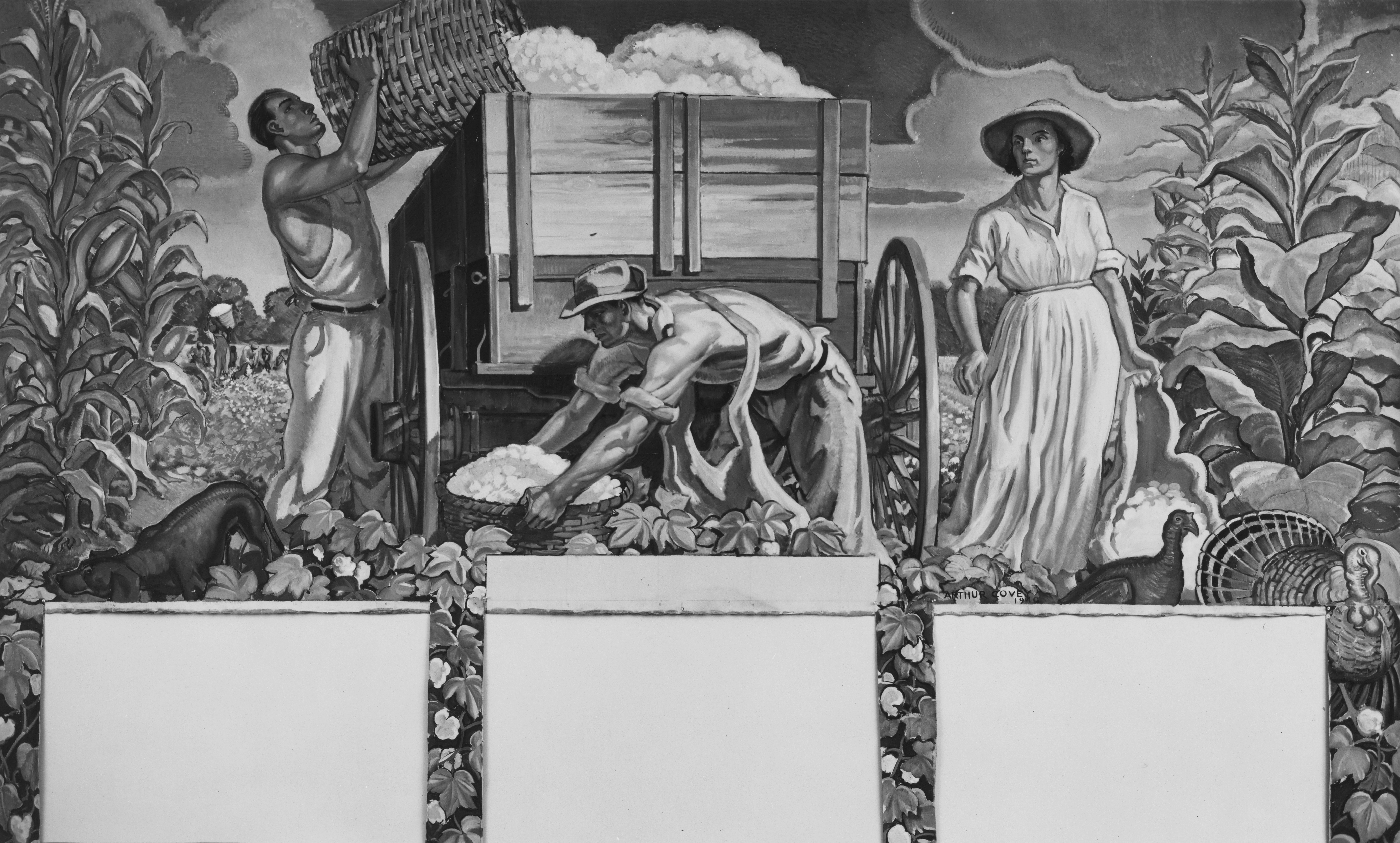
Arthur Covey: Corn, Cotton & Tobacco Culture. Anderson, South Carolina

Arthur Covey spezialisierte sich auf Wandmalereien, die häufig industrielle Szenen und Arbeiter darstellten. Im Jahr 1927 schuf er eine Reihe von Gemälden, die Arbeiter in Industriebetrieben in Toledo, Ohio, zeigten und erstmals in den Schaufenstern des Kaufhauses Lasalle & Koch ausgestellt wurden. Für die Kohler Company in Wisconsin schuf er sieben Wandgemälde, die Gießereiarbeiter bei der Arbeit zeigen. 1936 erhielt er von der Section of Painting and Sculpture den Auftrag, Wandbilder für die Postämter in Bridgeport und Torrington, Connecticut, zu malen. Sein Stil zeichnet sich durch realistische Darstellungen des amerikanischen Arbeitslebens aus, wobei er die Würde und den Fleiß der Arbeiter betont. Seine Werke befinden sich in verschiedenen öffentlichen Gebäuden und Museen.